# Война соек и дятлов
«Война соек и дятлов» (англ. Jaybird–Woodpecker War) — вражда между двумя фракциями Демократической партии США, боровшихся за политический контроль над округом Форт-Бенд в 1888—1889 годах.

## История
По одной из версий, конфликт получил своё название от афроамериканца Боба Чапеля (англ. Bob Chapel), который, как рассказывали, пел о сойках и дятлах. Белые расисты («сойки») утверждали, что представляют 90 % населения — всех не африканцев. «Сойки» пытались избавиться от власти «дятлов» — захвативших большинство в Демократической партии округа и получивших контроль за округом во время Реконструкции противников сегрегации — в основном, бывших во время Реконструкции членами Республиканской партии. «Дятлы», которых насчитывалось около 40 человек, в том числе, афроамериканцев, сохраняли политическую власть в округе и после окончания эпохи Реконструкции.
Во время выборов 1888 года между соперничающими кандидатами произошла ссора. 2 августа был убит лидер «соек» Дж. М. Шэмблин. В сентябре другой лидер «соек», Генри Фрост, был тяжело ранен. 6 сентября «сойки» провели в Ричмонде митинг, на котором потребовали некоторых афроамериканцев покинуть округ в течение десяти часов, что те и сделали. Так как члены обеих фракций были вооружены, в Ричмонд прибыли техасские рейнджеры, благодаря чему тяжелейшие в истории округа выборы прошли мирно. Демократы опять потерпели поражение и у власти остались «дятлы». После выборов вражда между фракциями усилилась. Были оскорбления, нападения, угрозы и доносы, а также ещё два убийства. 21 июня 1889 года Кайл Терри, налоговый оценщик от «дятлов», застрелил в Уортоне Л. Гибсона; неделю спустя Терри был убит Уолни Гибсоном. Округ превратился в вооружённый лагерь и 16 августа 1889 года началось «Ричмондское сражение».
Обмен выстрелами между Дж. У. Паркером и У. Т. Уэйдом от «дятлов» и Гилфом и Уолни Гибсонами от «соек» стал сигналом к началу боя. Основные события развернулись около здания суда, Национального отеля и резиденции Макфарлан. После 20-минутной перестрелки «дятлы» отступили к зданию суда и контроль над городом перешёл к «сойкам». Потери были большими. В ожидании продолжения боя, со всего округа в Ричмонд стали прибывать сторонники «соек», однако военные действия так и не возобновились. 17 августа в город прибыла Хьюстонская лёгкая кавалерия и губернатор Лоуренс Росс. Росс остался в Ричмонде на несколько дней, чтобы выступить в качестве посредника между фракциями. Все чиновники-«дятлы» были уволены, или ушли в отставку, а их место заняли «сойки» или устроившие их люди. Через более чем 20 лет власть в округе вновь перешла к белым.
22 октября 1889 года была создана «Демократическая организация „Соек“ округа Форт-Бенд», которая доминировала в местной политике вплоть до 1950-х годов. Организация устранила власть «дятлов» благодаря тому, что проводила выборы «только для белых» (англ. white-only) в ходе предварительного голосования (праймериз) в отделениях Демократической партии округа. «Сойки» сохраняли контроль над демократами, пока в 1953 году их решение о праймериз «только для белых» не было отменено постановлением Верховного суда США в деле Терри против Адамса (345 U.S. 461).